# Kvarteret Nattugglan

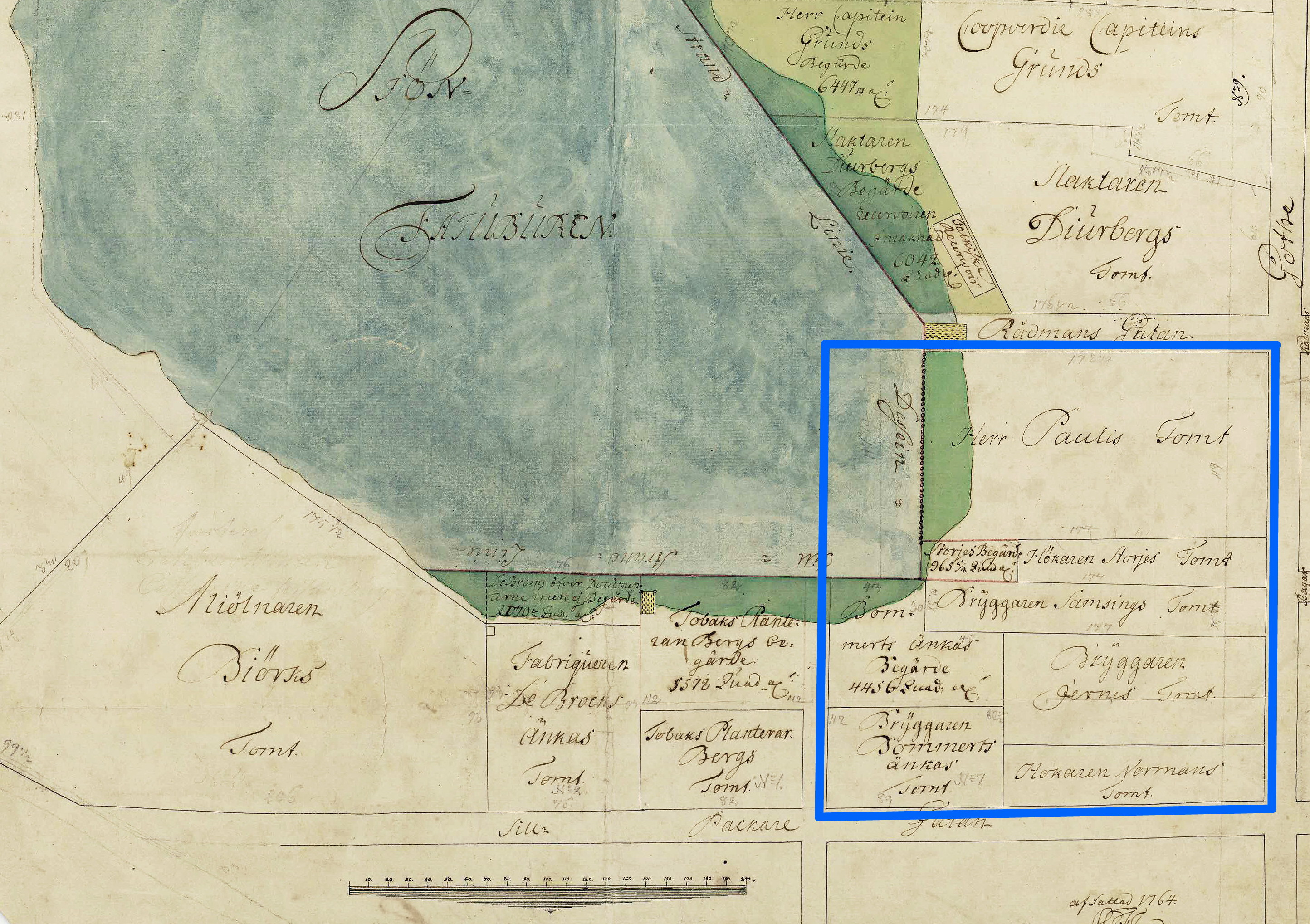
Kvarterets tomtägare 1764.

Kvarteret Nattugglan (tidigare namn Bryggaren) ligger på Södermalm i Stockholm. Kvarteret begränsas av Folkungagatan i norr, Götgatan i öster, Åsögatan i söder och Västgötagatan i väster. Kvarteret består idag av fem fastigheter: Nattugglan 11, 14, 15, 18 och 19.

## Historik
Kvarterets ursprungliga namn var Bryggaren. Bakgrunden till denna namngivning var att flera bryggare hade sina tomter här, vid sydöstra sidan om den numera försvunna sjön Fatburen. På en tomtkarta från 1764 framgår att de hette vid den tiden Samsing, Gerne och Bommerts. I början av 1700-talet fastställdes kvarterets namn till Bryggaren, som framgår av Petrus Tillaeus karta från 1733. Största tomten ägdes av släkten Pauli vars egendom låg i kvarterets norra del, där Paulis malmgård fortfarande ligger. I kvarteret fanns flera industriella verksamheter, bland dem Stockholms södra Ångqvarns AB och Wilhelm Hellgren & Co. Efter det senare existerar fortfarande en byggnad som kallas Hellgrenska palatset, med fasad mot Götgatan.

"... inrättade Fattighus beläget. I det mitt emot belägna quarteret Bryggaren anmärkas följande Hus: N:o 2, skall hafva blifvit uppbyggt af en Klockgjutare Putesson och tillhörde på 1750: talet Riks - Rådet Friherre Stjernstedt. Det..." 

Kvarteret genom tiden
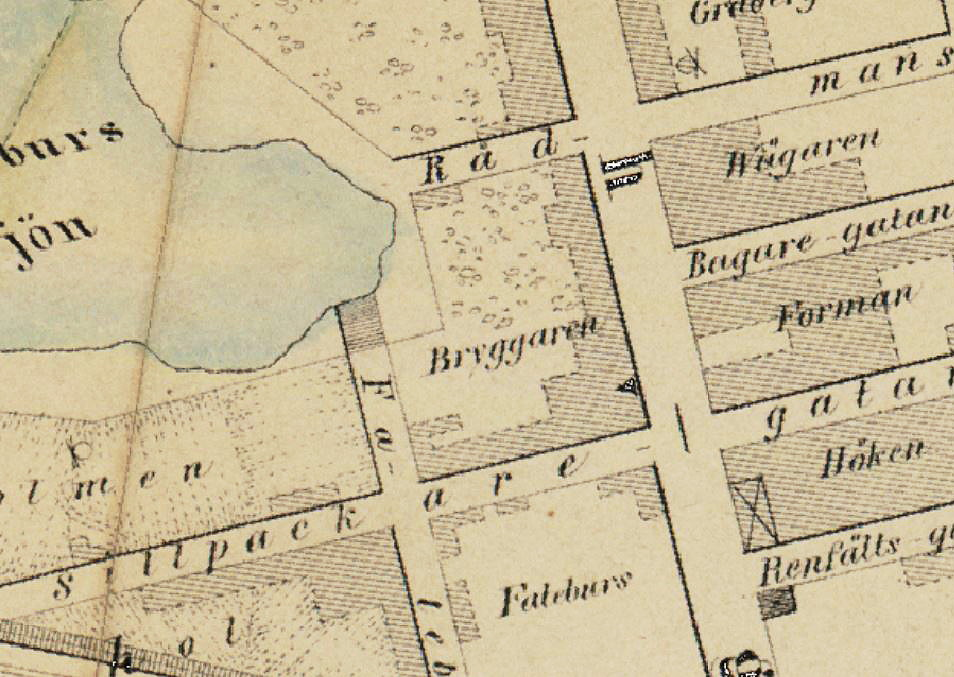
1855
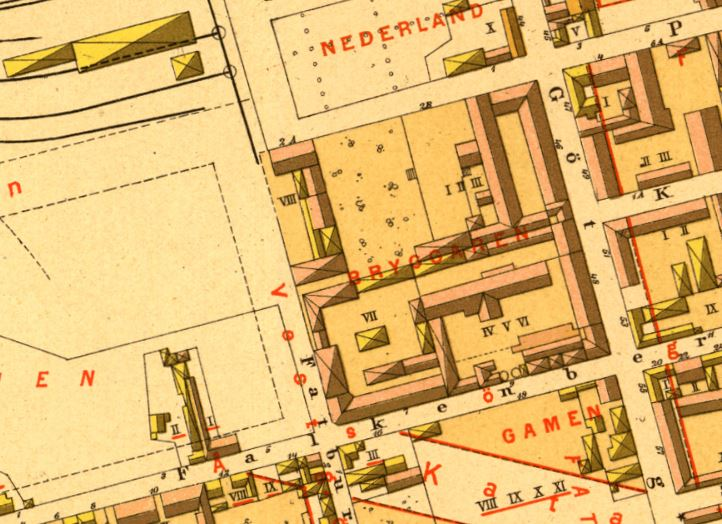
1885
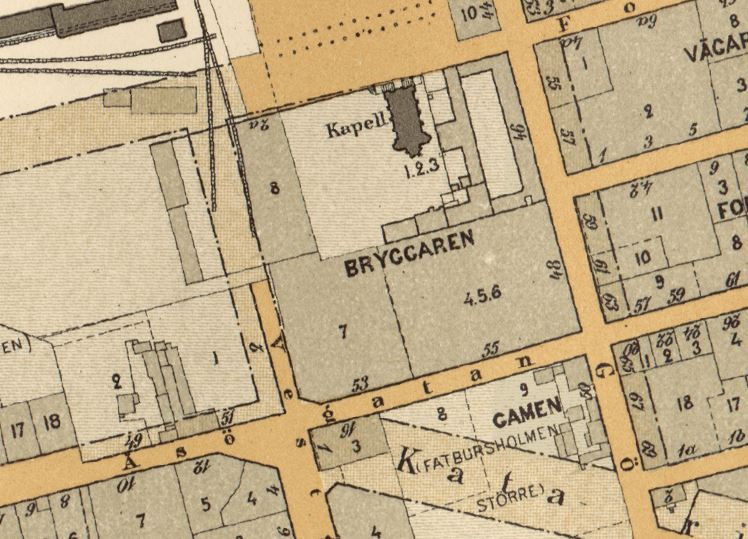
1899
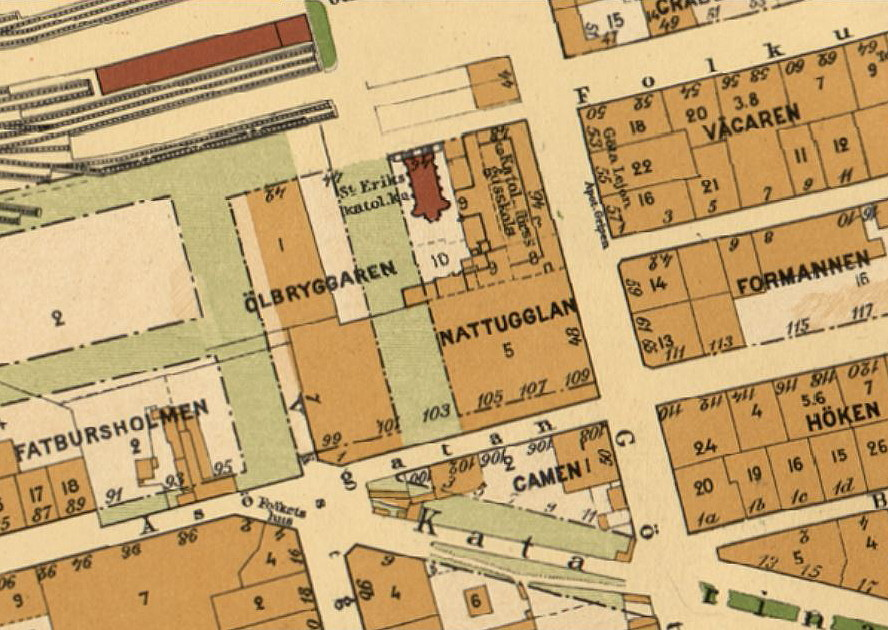
1930

## Delning och återförening
När Södergatan anlades på 1930- och 40-talen delades kvarteret i nord-sydlig riktning i två halvor. Den västra delen fick namnet Ölbryggaren, medan den östra fick heta Nattugglan, som anknöt i viss mån till de närbelägna kvarteren Gamen, Höken och Pelikanen. Namnet Bryggaren villa man inte använda eftersom det redan fanns ett kvarter med samma namn på Norrmalm.
Kvarterets delning varade i ungefär 40 år. 1984 hade Södergatan lagts i tunnel under kvarteret och den nya Söderledstunneln överlämnades till trafiken. Kvarteret Ölbryggaren / Nattugglan blev hel igen, liksom samtliga kvarter ända upp till Hornsgatan. Det återförenade kvarteret fick sitt nuvarande namn Nattugglan.

## Intressanta byggnader i kvarteret
- Nattugglan 11: Hellgrenska palatset
- Nattugglan 14: Kontorshuset Nattugglan 14
- Nattugglan 15: Paulis malmgård
- Nattugglan 15: Sankt Eriks katolska domkyrka
- Nattugglan 19: Katolska församlingens bostadshus

Byggnader (urval)
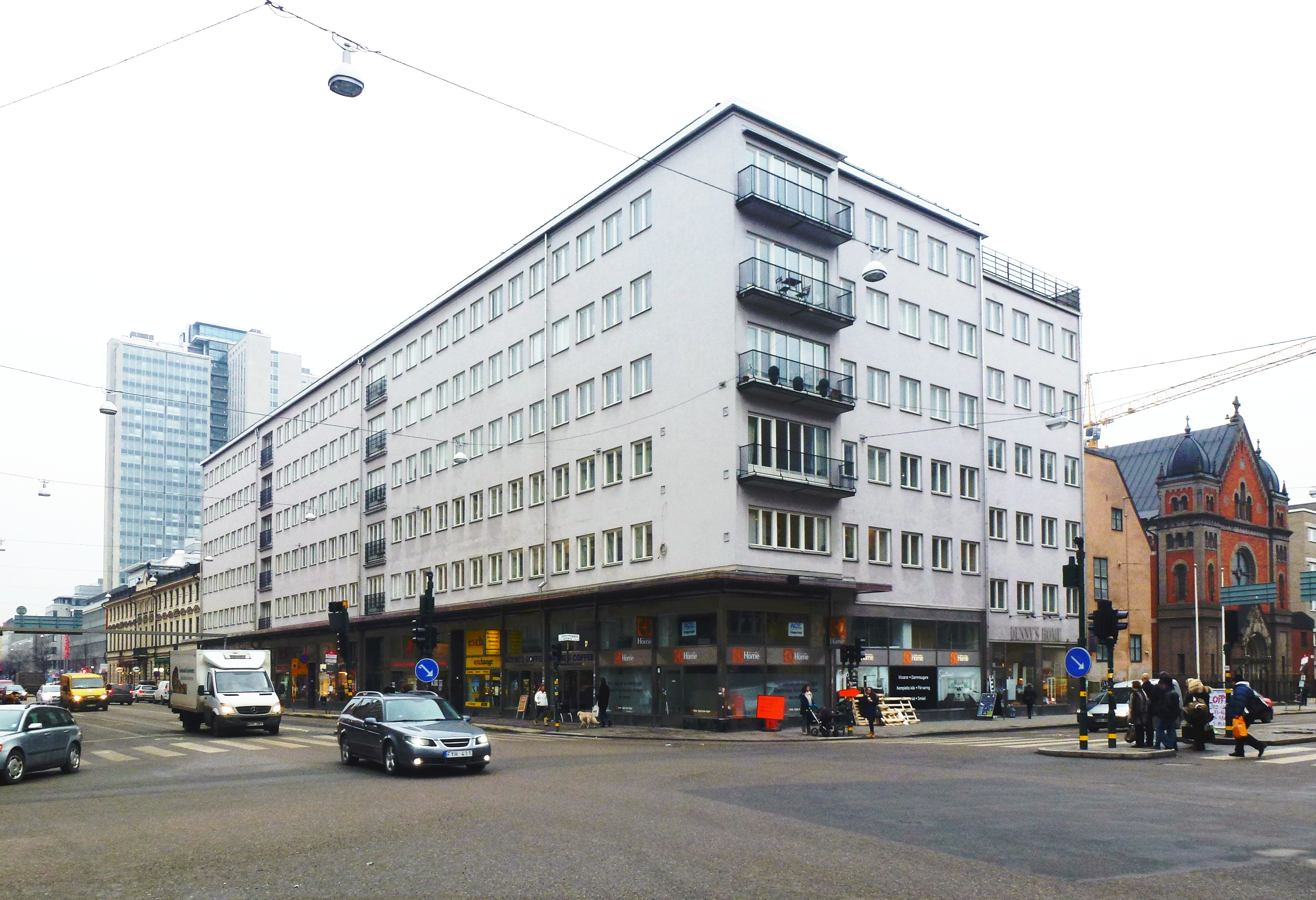
Nattugglan 19 (Katolska församlingens bostadshus)
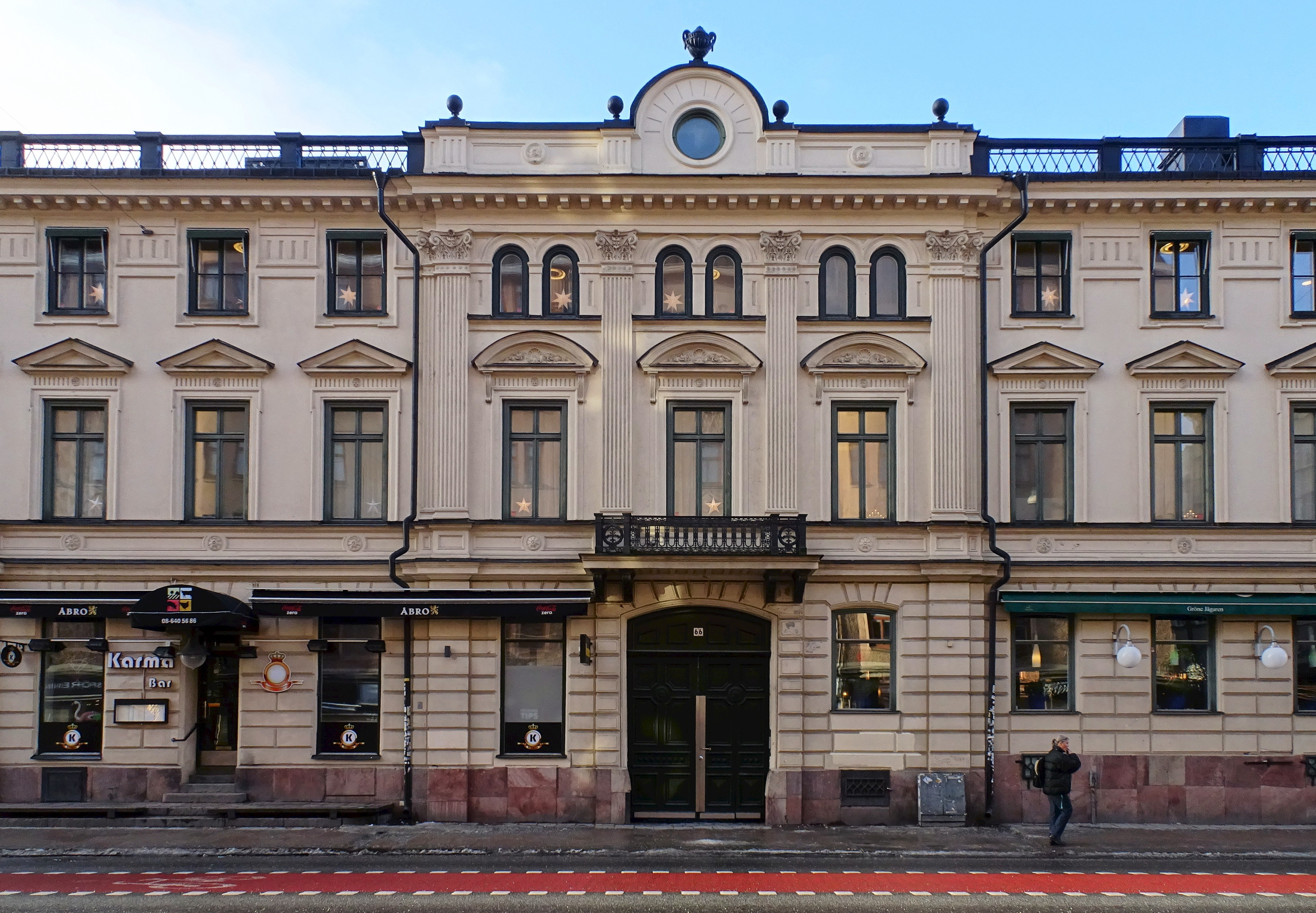
Nattugglan 11 (Hellgrenska palatset)
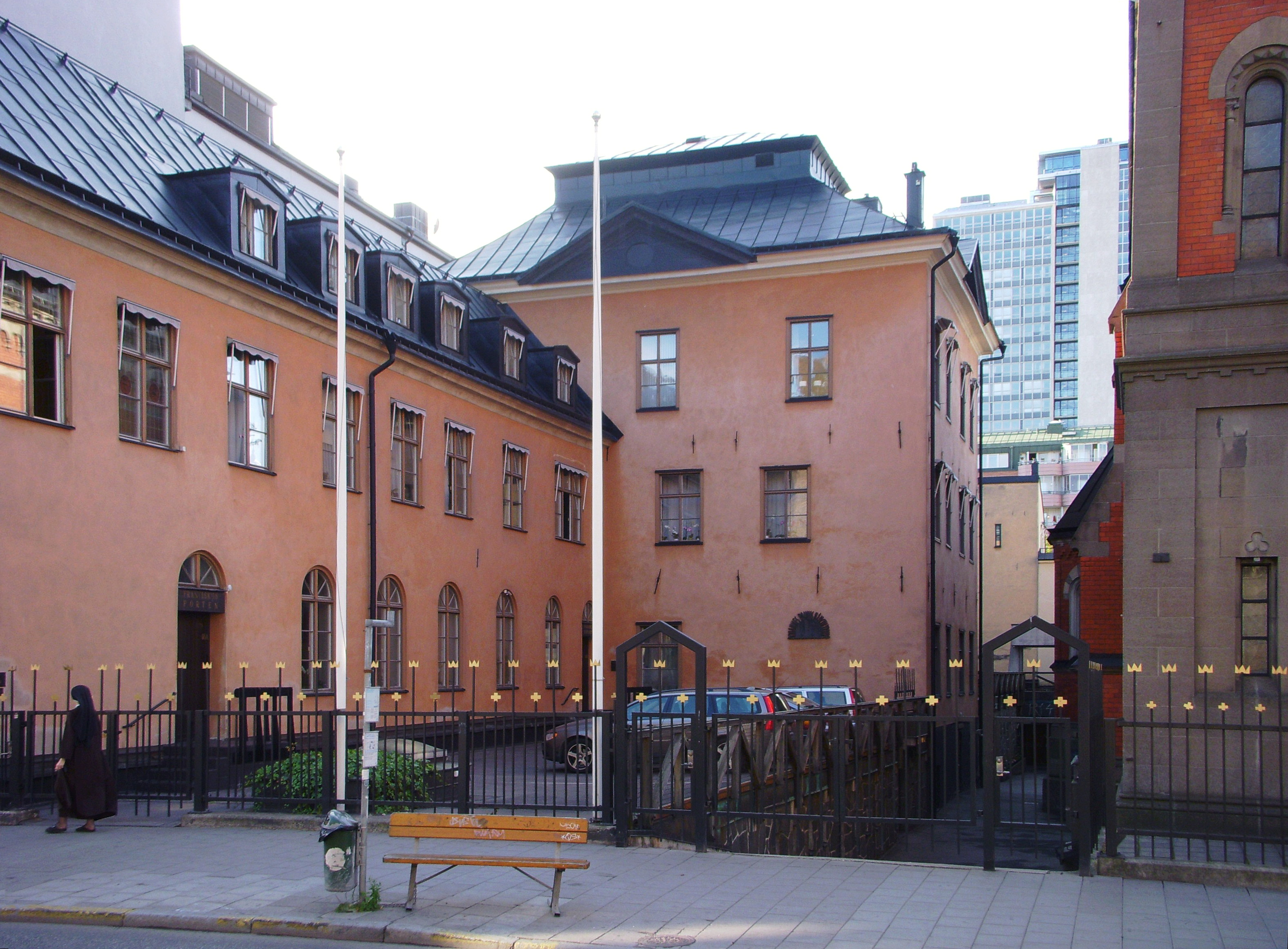
Nattugglan 15 (Paulis malmgård)
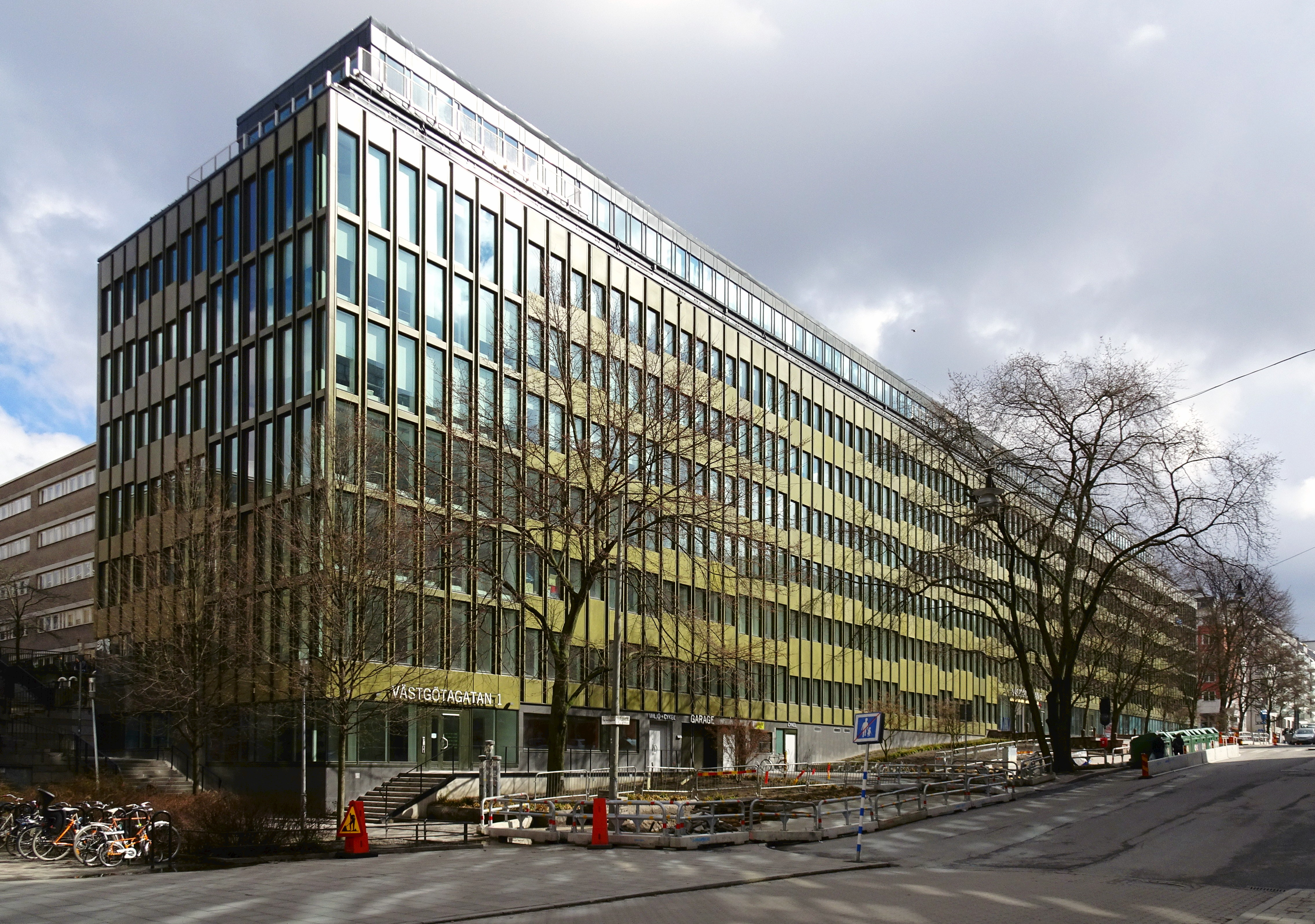
Nattugglan 14 (Västgötagatan 5)